# Боуэн, Клер
Клер Боуэн (англ. Clare Bowen; род. 12 мая 1984) — австралийская актриса и певица, известная по роли Скарлетт О’Коннор в сериале ABC «Нэшвилл».

## Жизнь и карьера
Клер Мари Боуэн училась в университете Вуллонгонга, Новый Южный Уэльс, который закончила со степенью бакалавра искусств в 2009 году. В том же году она сыграла главную женскую роль в австралийском фильме «Комбинация». В следующем году она появилась в нескольких эпизодах австралийской мыльной оперы «Домой и в путь», а также снялась в триллере «Клиника». Тогда же она получила главную роль в австралийской версии бродвейского мюзикла «Весеннее пробуждение».
В начале 2012 года Боуэн получила роль певицы Скарлетт О’Коннор в американском телесериале «Нэшвилл» с Конни Бриттон, созданным лауреатом премии «Оскар» — Кэлли Хоури. В августе 2012 года The Huffington Post включил актрису в свой список наиболее интересных звезд телесезона.
С 21 октября 2017 года Клер замужем за музыкантом Брэндоном Робертом Янгом. Янг сделал предложение Боуэн ещё 5 декабря 2015 года, но тогда свадьбу пришлось отложить из-за болезни младшего брата Клер, Тима Боуэна. Вскоре после помолвки сестры, юноше был поставлен диагноз лимфомы в четвёртой стадии, и врачи отводили ему две недели жизни. Позже Тиму стало лучше и он вошёл в стадию ремиссии. Сама Клер также боролась с раком ещё в детстве — она была больна нефробластомой с четырёх до семи лет.

## Фильмография

### Телевидение
| Год        | Название на русском | Название на английском | Роль              | Примечания                   |
| ---------- | ------------------- | ---------------------- | ----------------- | ---------------------------- |
| 2009       | Порез               | The Cut                | Донна Гилбертсон  | 1 эпизод                     |
| 2009       | Фото Шандона        | Chandon Pictures       | Кристал           | 1 эпизод                     |
| 2009       | Все святые          | All Saints             | Холли Рассел      | 1 эпизод                     |
| 2010       | Домой и в путь      | Home and Away          | Нина Бэйли        | 4 эпизода                    |
| 2012 —2016 | Нэшвилл             | Nashville              | Скарлетт О’Коннор | Регулярная роль, 86 эпизодов |

### Фильмы
| Год  | Название на русском    | Название на английском    | Роль           | Примечания             |
| ---- | ---------------------- | ------------------------- | -------------- | ---------------------- |
| 2009 | Комбинация             | The Combination           | Сидни          |                        |
| 2010 | Приглашения            | The Invitation            | Кэндис         | Короткометражный фильм |
| 2010 | Обсуждение             | The Talk                  | Женщина        | Короткометражный фильм |
| 2010 | Клиринг                | The Clearing              | Эвелин         | Короткометражный фильм |
| 2010 | Клиника                | The Clinic                | Иви            |                        |
| 2010 | 10 дней, чтобы умереть | 10 Days to Die            | Мэдди Маккарти |                        |
| 2011 | Купидон                | Cupid                     | Кейси          | Короткометражный фильм |
| 2011 | Горящий предмет        | A Burning Thing           | Джен           | Короткометражный фильм |
| 2012 | Красный Валентин       | The Red Valentine         | Женщина        | Короткометражный фильм |
| 2012 | Помогите стать отцом   | Not Suitable for Children | Цыганка        |                        |
| 2012 | Бремя мертвеца         | Dead Man’s Burden         | Марта Кирклэнд |                        |
| 2012 | Подвешенный            | Suspended                 | Карла          | Короткометражный фильм |

## Дискография

### Альбомы
| Название                                  | Детали релиза                                                                                | Позиции в чартах | Позиции в чартах | Позиции в чартах |
| Название                                  | Детали релиза                                                                                | US               | US Country       | US Soundtracks   |
| ----------------------------------------- | -------------------------------------------------------------------------------------------- | ---------------- | ---------------- | ---------------- |
| The Music of Nashville: Season 1 Volume 1 | - Дата: 11 декабря 2012 года - Лейбл: Big Machine Records - Формат: CD, цифровая дистрибуция | 14               | 3                | 1                |
| The Music of Nashville: Season 1 Volume 2 | - Дата: 7 мая 2013 - Лейбл: Big Machine Records - Формат: CD, digital download               | 13               | 5                | 2                |

21 января 2014 года американская кантри-группа Zac Brown Band с участием Клер Боуэн, выпустили живую версию своего хита 2010 года «Free» с переходом на знаменитую песню Вана Моррисона «Into the Mystic». 